# La casa in fondo al lago
La casa in fondo al lago (The Deep House) è un film del 2021 diretto da Alexandre Bustillo e Julien Maury.

## Trama
Ben e Tina sono una giovane coppia newyorkese, che viaggia per l'Europa in cerca di case, presumibilmente infestate, per registrare le loro esplorazioni da pubblicare in video su YouTube. Un giorno si dirigono nel sud-ovest della Francia per cercare un sanatorio sul fondo di un lago artificiale, ma scoprono che è una meta turistica molto popolare. Pierre, un abitante del posto, si offre di portarli in una zona isolata del lago nella foresta di Chanteloup, un'area sommersa artificialmente nel 1984 per far cessare le ricorrenti e devastanti inondazioni. Lì si trova una casa che Pierre sostiene sia rimasta perfettamente conservata sul fondo del lago.
Giunti sul posto, Ben e Tina si immergono e trovano in breve tempo la casa. Una volta addentratisi al suo interno, cominciano ad accadere avvenimenti insoliti: i due sentono voci e rumori strani, il drone che hanno con loro capta dei movimenti invisibili e le loro apparecchiature elettroniche iniziano inspiegabilmente a mal funzionare. Inoltre, in alcune stanze trovano numerose foto e articoli di cronaca relativi a bambini scomparsi insieme a simboli satanici e segni di artigli sullo stipite della porta di ingresso. In cucina, la coppia scopre una porta bloccata da una grossa croce; una volta rimossa, entrano in una cantina con al suo interno due cadaveri incatenati e torturati posizionati su un pentagramma satanico, oltre a resti di corpi umani conservati in barattoli.
Mentre cercano di uscire dalla cantina, Tina viene improvvisamente aggredita. L'assalto cessa bruscamente e Ben non sembra essersi accorto di nulla. Quest'ultimo rimuove ai cadaveri le maschere di tortura che hanno sul volto e i due scoprono che i morti sono i Montégnac, precedenti proprietari della casa. I cadaveri si rianimano e inseguono la coppia per la casa; mentre cercano di fuggire per il camino la struttura crolla, intrappolandoli su piani separati della casa. Ben si trova in una camera da letto al piano superiore e scopre un albero genealogico grazie al quale si rende conto che Pierre è il figlio dei Montégnac e che ha attirato appositamente lui e Tina nella casa; subito dopo, Ben viene attaccato da una ragazza non morta (Sarah, figlia dei Montégnac) che lo possiede. Quando Tina si ricongiunge con lui, la conduce in una stanza nascosta nel seminterrato dove Sarah rivela che suo padre e Pierre rapirono diversi bambini della zona per usarli come sacrifici in riti satanici; alla fine una folla inferocita uccise lei e i genitori, mentre Pierre riuscì a fuggire.
Sotto possessione di Sarah, Ben cerca di convincere Tina a unirsi alla famiglia. Spaventata e con la scorta d'aria quasi esaurita, Tina fugge in una cappella satanica segreta dove trova un condotto che la porta fuori dalla casa, ferendo Ben quando cerca di ucciderla; ciò porta Ben a liberarsi dalla possessione, ma Sarah lo uccide prima che possa fuggire. I Montégnac inseguono Tina, che riesce a scappare dalla casa ma annega senza riuscire a raggiungere la superficie.
Una scena dopo i titoli di coda mostra Pierre condurre nuovi subacquei alla casa.

## Distribuzione
Il film è stato distribuito nelle sale cinematografiche italiane a partire dal 5 agosto 2021.